# نورمان فورد
نورمان فورد (بالإنجليزية: Norman Forde)‏ (30 أبريل 1977 بباربادوس - ) هو لاعب كرة قدم باربادوسي في مركز الوسط. شارك مع منتخب باربادوس لكرة القدم. أما مع النوادي، فقد لعب مع Youth Milan FC ‏.

## وصلات خارجية
- نورمان فورد على موقع الاتحاد الدولي (مؤرشف)  (الإنجليزية)
- نورمان فورد على موقع قاعدة بيانات كرة القدم.إي يو (الإنجليزية)
- نورمان فورد على موقع ناشيونال فوتبول تيمز (الإنجليزية)